# Anna Sablina
Anna Sablina (Russisch: Анна Александровна Саблина) (Tsjeljabinsk, 22 februari 1945) is een schaatsster uit de Sovjet-Unie. Ze vertegenwoordigde haar vaderland op de Olympische Winterspelen 1968 in Grenoble.

## Resultaten

### Olympische Spelen
| Jaar | Plaats   | Resultaten    |
| ---- | -------- | ------------- |
| 1968 | Grenoble | 8e 1000 meter |

### Wereldkampioenschappen
| Jaar | Plaats   | Resultaten   |
| ---- | -------- | ------------ |
| 1967 | Deventer | 15e Allround |

### USSR kampioenschappen
| Jaar | 1500 m | 3000 m | Allround | Sprint |
| ---- | ------ | ------ | -------- | ------ |
| 1966 | -      | -      | DNF      | -      |
| 1967 | -      | -      | DNF      | -      |
| 1971 | -      | -      | DNF      | -      |
| 1972 | -      | -      | 6e       | -      |
| 1973 | 6e     | 10e    | 7e       | 14e    |
| 1974 | -      | -      | DNF      | -      |
| 1975 | -      | -      | DNF      | -      |

## Persoonlijke records
| Afstand    | Tijd    | Datum           | Baan     |
| ---------- | ------- | --------------- | -------- |
| 500 meter  | 45,99   | 21 maart 1975   | Alma-Ata |
| 1000 meter | 1.32,20 | 21 januari 1973 | Alma-Ata |
| 1500 meter | 2.17,25 | 11 januari 1975 | Alma-Ata |
| 3000 meter | 4.52,52 | 27 januari 1973 | Alma-Ata |